# 1. divize námořní pěchoty (Spojené státy americké)

Emblém 1. divize námořní pěchoty

1. divize námořní pěchoty je jedna ze tří aktivních divizí USMC. Má velitelství na základně v Pendletonu v Kalifornii. Ze všech tří divizí je největší a zároveň nejstarší. V divizi slouží více než 19 000 mužů a žen. Vytvořena byla 1. února 1941 na bitevní lodi USS Texas, i když některé pluky a prapory divize sloužily už od roku 1911. Od 7. srpna 1942 se účastnila bojů o Guadalcanal, kde vydobyla důležité vítězství. V roce 1943 byla zapojena do bojů o Novou Británii – Bitva o mys Gloucester. V roce 1944 prošla jednou z nejkrvavějších bitev v dějinách námořní pěchoty, bitvou o Peleliu. V dubnu 1945 byla jako součást americké 10. armády zapojena do bojů o Okinawu. Účastnila se také války v Koreji, Vietnamu, Perském zálivu, Iráku a Afghánistánu jako součást Operace Trvalá svoboda.